# Szkarów
Szkarów (ukr. Шкарів) – wieś na Ukrainie, w obwodzie rówieńskim, w rejonie rówieńskim. W 2001 liczyła 381 mieszkańców, wśród których 376 wskazało jako ojczysty język ukraiński, a 5 rosyjski.
Tak jak cały obecny obwód rówieński, wieś znajdowała się w granicach II RP, wchodząc w skład województwa wołyńskiego, powiat rówieński, gmina Buhryń.